# Tori seduti
Tori seduti è un singolo dei rapper italiani Shade e J-Ax, pubblicato il 1º luglio 2022 come primo estratto dal quarto album in studio di Shade, Diversamente triste.

## Video musicale
Il video, diretto da Marc Lucas, è stato reso disponibile il 20 luglio 2022 sul canale YouTube di Shade.

## Tracce
Testi di Alessandro Aleotti e Vito Ventura, musiche di Alessandro Merli, Fabio Clemente e Jvli.
1. Tori seduti – 2:52

## Classifiche
| Classifica (2022) | Posizione massima |
| ----------------- | ----------------- |
| Italia            | 68                |